# Graf van Marius Bogaardt
Het graf voor Marius Bogaardt is een grafmonument op de Algemene Begraafplaats in de Gelderse plaats Brummen. Het grafmonument werd rond 1880 voor de 13-jarige Frederick Marius Bogaardt gemaakt. Hij werd dat jaar in de duinen bij Den Haag vermoord. Het monument werd op 12 november 2001 als rijksmonument ingeschreven in het monumentregister.

## Geschiedenis
Frederick Marius Bogaardt werd geboren in 1867 in Soerabaja, Nederlands-Indië. Het gezin bestond uit vader Frederick, moeder Maria Elizabeth en de drie kinderen Louise Isabelle (1864), Frederick Marius (roepnaam Marius, 1867) en Marie Julie (1874). In Soerabaja was vader planter en ook firmant van het Handelshuis Fraser, Eaton & Co. Het gezin verhuisde in 1877 naar Den Haag. Marius ging hier naar het Instituut Bouscholte aan de Koninginnegracht. Vader Frederick Bogaardt kocht in 1877 kasteel Groot Engelenburg bij Brummen, maar het gezin verhuisde naar een villa op een hoek van de Sophialaan en Plein 1813.
Op 23 september 1880 werd Marius van school gehaald door een man met een huurkoets. Doordat de man bij de dienstbode van de school aangaf dat de vader van Marius op hem wachtte, kreeg hij de jongen mee. Marius gaf ook aan de man te kennen, waardoor er geen problemen leken te zijn. Marius en de man werden aan de Laan van Meerdervoort afgezet, waarna beide de duinen in liepen. Aangekomen op het Dekkersduin, ongeveer waar nu het Nachtegaalplein is, vermoordde de man Marius. In de avond kreeg de familie thuis een losgeldbrief, waarin een bedrag van 75.000 gulden werd geëist om Marius levend terug te krijgen. Omdat de vader niet het geld de volgende ochtend wegbracht, maar juist naar de officier van justitie ging, werd al snel duidelijk dat Marius was vermoord. Eduard Douwes Dekker (Multatuli) heeft zich een paar dagen na bekendmaking van de ontvoering bij de politie gemeld, omdat hij zijn zoon van de moord verdacht. Diens handschrift zou erg op het handschrift van de brief lijken en ook was zijn geestelijke gesteldheid instabiel. Later werd bekend dat de echte dader al gepakt was, hierop reageerde Douwes Dekker met de mededeling dat zijn zoon nog niet van al zijn misdragingen verschoond was. De echte dader was Willem Marianus de Jongh, een 24-jarige voormalige sergeant van het Koninklijk Nederlands-Indisch Leger. Het losgeld is nooit ingeleverd. De familie heeft het geld in Brummen ingezet om een huis voor verarmde dames te stichten. De Huize Louise-inrichting werd in 1883 gesticht in Brummen. De stichting fuseerde in 1950, maar werd in 1976 opgeheven.
Marius werd in eerste instantie begraven op de Haagse begraafplaats Eik en Duinen. De teraardebestelling vond plaats op 27 september 1880. Later werd een grafmonument, geschonken door de schooljeugd van Den Haag, op het graf geplaatst. De familie verhuisde in 1880 naar Brummen en in december 1882 volgde het stoffelijk overschot van Marius. Het monument werd later naar de algemene begraafplaats in Brummen overgebracht. Anno 2018 is het graf door slecht onderhoud in verval geraakt.

## Omschrijving
Het graf staat in het 19e-eeuwse gedeelte van de begraafplaats en is het rijkst uitgevoerd van alle graven in dat deel. In de directe omgeving staan een aantal monumentale paardekastanjes. Het graf bestaat uit een tombe, een liggende marmeren zerk op een roef. Op de zerk is een cartouche aangebracht met daarop  de tekst: grafkelder van de familie F. Bogaardt. Achter de tombe staat een marmeren beeld die een knielend vrouwfiguur voorstelt. Zij houdt met beide armen een gebroken zuil vast. Deze gebroken zuil staat symbool voor het te vroeg geëindigde leven van Marius. Het symbool werd in de 19e eeuw vaker gebruikt, maar dat was over het algemeen als los monument. Terwijl de treurende vrouw juist symbool staat voor het verdriet van de nabestaanden. Op de sokkel van de pilaar staat het grafschrift voor Marius: Ter / gedachtenis / aan / Frederick Marius Bogaardt / geboren 23 mei 1867 / overleden 23 september 1880 / zijne ouders, zusters / en / de schooljeugd van 's-Gravenhage'. Voor het grafschrift liggen verwelkte bloemen. Het monument staat onder een overkapping (op zes slanke, gietijzeren zuilen) met een tongewelf. Aan weerszijden van het graf staat een taxus. Het geheel wordt omgeven door een gietijzeren omheining in neogotische stijl. De hekpijlers worden bekroond door pinakels. Aan de bovenzijde van het hek staan Franse lelies. De spijlen in het hek buigen naar elkaar toe in spitsbogen, met in de bogen driepassen. De baldakijn is gedekt met shingles. Toegang tot het graf wordt verschaft via een dubbel draaihek.